# Bach Films
 (novembre 2018).
Bach Films est une maison d'édition et de distribution française spécialisée dans l'audio-visuel, fréquemment sous forme d'édition dvd peu onéreuses, de qualité technique et éditoriale ne correspondant pas à ce qui est généralement admis comme bon,,. Elle édite notamment des films d'horreur, polars, films fantastiques et westerns, mais aussi des films classiques, par exemple italiens et soviétiques,.

## Histoire
Bach Films est une société indépendante spécialisée dans l'édition de films en DVD. Créée en 2003 par Valérie et Olivier Bach, se présentant comme des passionnés de cinéma, l'entreprise poursuit depuis plus de dix ans une politique revendiquée comme "ambitieuse et cinéphile" dans l'édition de films rares et inédits notamment les chefs-d’œuvre du cinéma soviétique,.
Oliver Bach s'est aussi spécialisé dans la réalisation et la production de documentaires. Le court-métrage produit par Bach Films Paris by Night of the Living Dead a d'ailleurs été distribué dans un certain nombre de festivals du monde entier. Le catalogue de Bach Films est riche de plus de 800 titres. Tous les genres sont abordés sans exception du polar au western en passant par la comédie musicale, l'action, le drame, le fantastique, l'horreur. Les suppléments des éditions de films italiens sont commentés par des spécialistes du cinéma comme Jean Gili, Patrick Brion ou encore Alain Schlockoff.

## Films notables
- Vingt mille lieues sous les mers (20 000 Leagues under the sea) de Stuart Paton
- Vingt-quatre heures chez les Martiens (Rocketship X-M) de Kurt Neumann
- Destination Mars (Flight to Mars) de Lesley Selander
- Trois dans un sous-sol (Третья Мещанская) de Abram Room
- À chacun sa vie (Amarilly of Clothes-Line Alley) de Marshall Neilan
- À l'ouest des montagnes (West of the Divide) de Robert N. Bradbury
- À la poursuite de Jesse Hames (Days of Jesse James) de Joseph Kane
- Le Roman de la vallée heureuse (A Romance of Happy Valley) de D.W. Griffith
- À travers l'orage (Way Down East) de D.W. Griffith
- La Poule aux œufs d'or (Jack and the Beanstalk) de Jean Yarbrough
- Abbott et Costello en Afrique (Africa Screams) de Charles Barton
- Abraham Lincoln (Abraham Lincoln) de D.W. Griffith
- Aelita (Аэлита) de Yakov Protazanov
- Alice, Douce Alice (Alice, Sweet Alice) de Alfred Sole
- Pour l'indépendance (America) de D.W. Griffith
- American Aristocracy (American Aristocracy) de Lloyd Ingraham
- Amour et Publicité (His Picture in the Papers) de John Emerson
- Arènes sanglantes (Blood and Sand) de Fred Niblo
- Arrriva Dorellik (Arrriva Doraklik) de Steno
- Arsenal (Арсенал) de Alexandre Dovjenko
- Au bord de la mer bleue (У самого синего моря) de Boris Barnet
- Barbe-Bleue (Bluebeard) de Edgar G. Ulmer
- Batwoman (La Mujer Murcielago) de René Cardona
- Becky Sharp (Becky Sharp) de Rouben Mamoulian et Lowell Sherman
- Blonde Ice (Blond Ice) de Jack Bernhard
- Blue Demon contre le pouvoir satanique (Blue Demon vs. El Poder Satanico) de Chano Urueta
- Boire et déboires (The Villain Still Pursued Her) de Edward F. Cline
- Borderline (Borderline) de William A. Seiter
- Douce et Criquet s'aimaient d'amour tendre (Mister Bug Goes to Town) de Dave Fleischer
- Buster se marie (Parlor, Bedroom and Bath) de Edward Sedgwick
- Duel à mort du sorcier chinois[9]

## Sources
- « Bach Films, Festivals », dans l'émission Mauvais genres par François Angelier, sur France Culture.